# Bertoua
Bertoua es una ciudad camerunesa, capital de la región del Este y del departamento de Lom-et-Djérem. En 1976 tenía una población de 15 000 habitantes, cifra que había aumentado hasta los 44 000 habitantes en 1987, y a 173 000 en 2015.
La ciudad cuenta con un aeropuerto y en ella operan las Hermanas de Santo Domingo de Cracovia.
En 2014, el hospital de Bertoua se dio a conocer por su labor al servicio de las necesidades médicas de los refugiados de la República Centroafricana, que cruzan a Camerún en ciudades fronterizas como Gbiti.

## Organización administrativa
A diferencia del resto de la región, Ngaoundéré no está incluida en una comuna rural, sino que tiene un régimen administrativo especial. Forma desde el 17 de enero de 2008 una comunidad urbana que agrupa en su territorio dos arrondissements que funcionan como comunas urbanas. Cada una de ellas agrupa partes de la ciudad y uno o más pueblos. Las comunas urbanas y sus pueblos son:
| Bertoua Ier - Oeste de la ciudad - Bonis I - Bonis II - Gbakombo - Kaïgama - Koume - Koume Goffi - Koume-Bonis - Madagascar - Nganke | Bertoua IIe - Este de la ciudad - Kano |

## Historia
La ciudad de Bertoua fue fundada alrededor de 1927 por cazadores gbaya de la República Centroafricana. Se han identificado tres periodos en el desarrollo de la ciudad.
El primer período corresponde a la etapa colonial, desde la creación de la ciudad en 1927 hasta la independencia del país en enero de 1960. El desarrollo urbano en esta época está influido por la situación de la ciudad en una encrucijada, ya que era el lugar de tránsito de los europeos que comercian con oro o que salían hacia la República Centroafricana, el Congo-Brazzaville e incluso Chad. También era una parada obligatoria para los soldados que se dirigían a Bouar, en la República Centroafricana, para su entrenamiento.
El segundo período comprende de 1960 a 1988/89. Está marcado por una fuerte influencia del Estado en el desarrollo de la ciudad. Bertoua se convierte en la capital de la Inspección Federal del Este (actualmente región Este). Este período también está marcado por importantes inversiones del Estado en el desarrollo y equipamiento de la ciudad.
El tercer periodo abarca desde 1989 hasta la actualidad. Está marcado por una fuerte recesión económica, que reduce drásticamente los recursos financieros del Estado.